# Socha svatého Floriána (Újezd)
Socha svatého Floriána se nalézá v centru vesnice Újezd u Černilova v okrese Hradec Králové. Pozdně barokní pískovcová socha od neznámého umělce je chráněna jako kulturní památka ČR. Národní památkový ústav tuto sochu uvádí v katalogu památek pod rejstříkovým číslem ÚSKP 101770.

## Popis
Socha svatého Floriána stojí na hranolovém pilíři ukončeném římsou. Na čelní straně pilíře je v obdélném poli drobný nečitelný nápis.
Socha znázorňuje stojícího světce v tradičním ikonografickém pojetí jako mladého římského vojáka s helmicí na hlavě, oděného v suknici, s pláštěm přehozeným přes záda, který levou rukou drží šikmo opřené kopí a pravou rukou s vědrem vody hasí plameny. Pravá noha je nakročena dopředu. 
Socha byla v roce 2006 opravena.

## Galerie

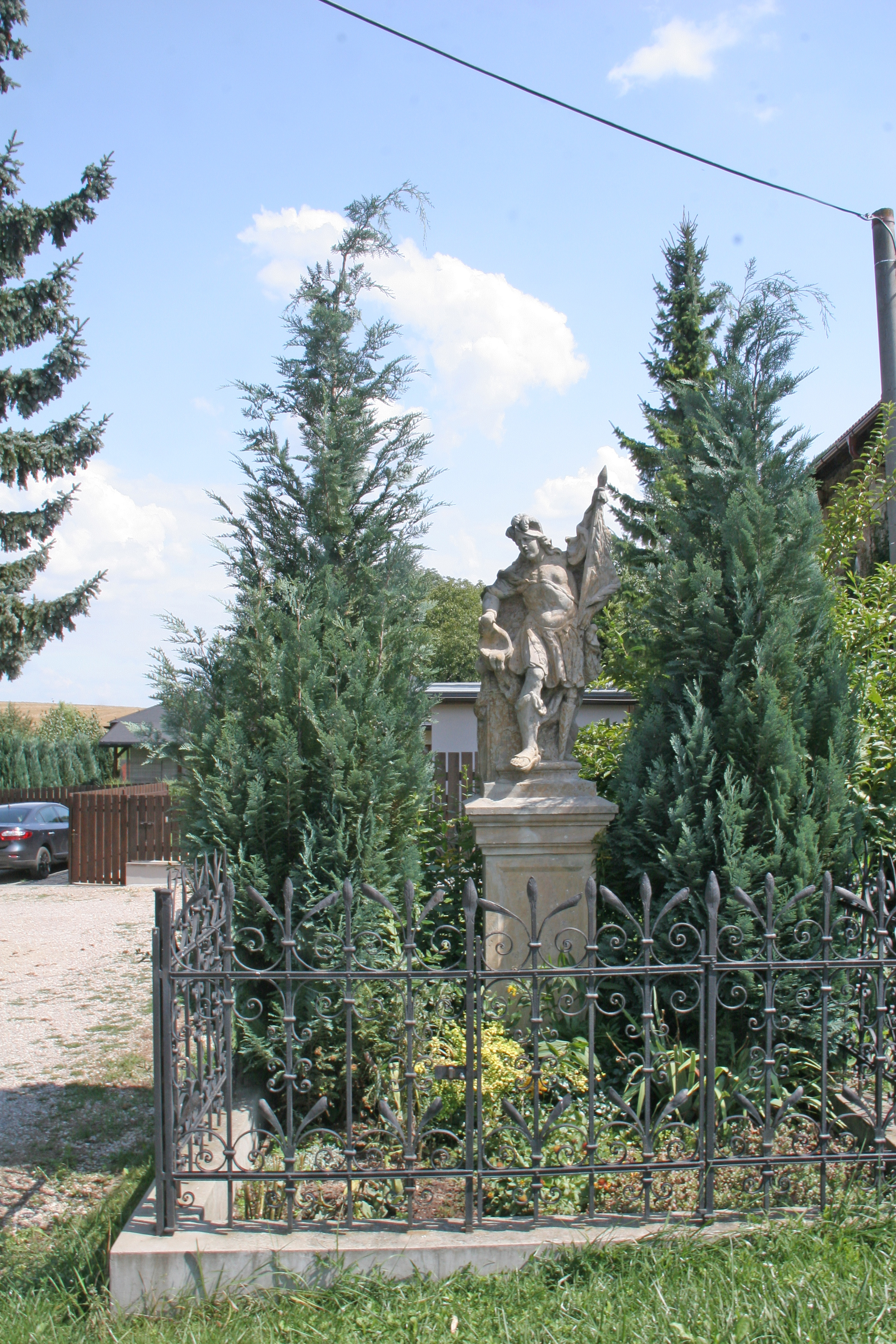
socha svatého Floriána v Újezdě u Černilova